# Erich Schockhoven
Erich Schockhoven ist ein ehemaliger deutscher Radrennfahrer und nationaler Meister im Radsport.

## Sportliche Laufbahn
Schockhoven war im Bahnradsport aktiv. 1964 gewann er die nationale Meisterschaft in der Mannschaftsverfolgung mit Lothar Claesges, Hubert Klüber und Ernst Streng. 1967 wurde er mit Manfred Nepp, Jürgen Kißner und Ingo Rohsbach Vize-Meister. 1965 wurde er Dritter im Meisterschaftsrennen.
Bei den Olympischen Sommerspielen 1964 in Tokio war er Ersatzfahrer für den Bahnvierer, kam aber nicht zum Einsatz.
Schockhoven startete für den Verein „RC Schmitter Köln“.